# Finkenmühle (Volkmannsdorf)
Finkenmühle ist ein Ortsteil von Volkmannsdorf im Saale-Orla-Kreis in Thüringen.

## Geografie
Der Weiler Finkenmühle besteht aus dem Vierseithof Finkenmühle und dem sogenannten Hübelhaus, er liegt etwa zwei Kilometer nördlich von Volkmannsdorf und ist von da aus über Verbindungswege zu erreichen. Der Wald und zahlreiche Teiche in unmittelbarer Nähe des Weilers im Südostthüringer Schiefergebirge stehen unter Natur- und Landschaftsschutz.

## Geschichte
Die am Südrand des heutigen Naturschutzgebietes Plothener Teiche befindliche Schneidemühle befand sich als Vierseithof (Vorwerk) nach dem Dreißigjährigen Krieg im Besitz des Rittergutes von Külmla, damals im Besitz der Herrn von Graefendorf und Feilitzsch. Im Jahre 1785 brannte das Külmlaer Rittergut mit dem alten Herrenhaus vollständig nieder, daher gerieten die Besitzer in finanzielle Not. Ältere Nachrichten zu dieser Mühle sind nicht bekannt. Der Waldreichtum und die vorhandene Wasserkraft förderten die Einrichtung von Waldgewerken. Die Holzfäller benötigten zur Verwertung des eingeschlagenen Stammholzes eine Schneidemühle. Der Verkauf von Dielenbrettern und Holzlatten war ganzjährig möglich. Die Flurnamen Kohlung für ein Waldstück westlich der Mühle und Kienberg für die östlich gelegene Erhebung belegen auch das Köhlerhandwerk und die Anwesenheit von Kienrußbrennern.  Um 1880 wird der Besitz an das Rittergut in Knau verkauft. Am abgelegenen Siedlungsplatz entsteht der Hübelshof, heute ein beliebtes Domizil für Feriengäste.